# Horti Gábor
Horti Gábor (Jászberény, 1963. augusztus 24. –) testnevelő tanár, sportújságíró, sportkommentátor, sportriporter.

## Életpályája
1988-ban a szegedi Juhász Gyula főiskolán diplomázott, földrajz–testnevelés szakos tanár.
Eleinte a Magyar Televízióban dolgozott a Telesportnál 1996-tól, majd 1997 és 2004 között a TV2 munkatársa volt műsorvezetőként, a hírműsoron belüli sport rész tartozott hozzá. Ezt követően dolgozott a Hír TV sportosztályán felelős szerkesztőként. 10 évig dolgozott a Lánchíd Rádiónál is. Félévig a Sport TV-nél, illetve a 2006-os vb alatt az RTL Klubnál is megfordult. Ezt követően csatlakozott a 2006-ban debütáló Sportklubhoz, melyet 2015. március 31-ig szolgált. Ezzel párhuzamosan 10 évig dolgozott a Lánchíd Rádiónál is. Egy év szünet után 2016-ban visszatért a kommentátori székbe az M4 Sport internetes platformjára, az m4sport.hu-ra, ahol megyei osztályú mérkőzéseket közvetített 2018-ig. A 2018-as világbajnokság alatt az ATV szakkommentátora volt. Mostanában a Retró Rádió Bochkor című műsorban dolgozik, emellett jelenleg szabadúszó.